# Czełno-Wierszyny
Czełno-Wierszyny (ros. Челно-Вершины) – wieś (sieło) w Rosji, w obwodzie samarskim, ośrodek administracyjny rejonu czełno-wierszyńskiego. W 2021 liczyła 5519 mieszkańców.